# USB Mass Storage Class
USB Mass Storage Class (USB MSC або UMS) — клас USB-пристроїв, протокол, який дозволяє Universal Serial Bus (USB) пристроям бути доступними з хост-комп'ютерів та передавати файли між ними. Завдяки використанню MSC USB-пристрій відображається на хост-комп'ютері як зовнішній жорсткий диск, що дозволяє виконувати на ньому звичайні операції копіювання, видалення, перейменування та відкриття файлів.
MSC включає в себе набір низькорівневих комунікаційних протоколів, які працюють на Universal Serial Bus. Стандарт MSC забезпечує інтерфейс до різних пристроїв зберігання даних.
Пристрої, що можуть бути підключені до комп’ютера, за допомогою цього стандарту, включають:
- зовнішні магнітні жорсткі диски (HDD);
- зовнішні оптичні накопичувачі, включаючи CD і DVD±R/-RW диски;
- портативні флеш-накопичувачі;
- твердотільні накопичувачі (SSD);
- адаптери моста між стандартною флеш-картою пам'яті і USB-з'єднанням;
- цифрові камери;
- цифрові аудіо-плеєри і портативні медіа-плеєри;
- зчитувачі карт;
- КПК;
- мобільні телефони.

Пристрої, які підтримують цей стандарт, називають MSC (Mass Storage Class) пристроями. У той час, як MSC є офіційною абревіатурою, UMS (Universal Mass Storage) — звичайний в мережі інтернет-жаргон.